# Euforbos
Euforbos (gr. Εὔφορβος) – postać w mitologii greckiej, uczestnik wojny trojańskiej.
Był synem Pantoosa i Frontydy. Zadał pierwszą ranę Patroklosowi, dobitemu potem przez Hektora. Sam zginął z ręki Menelaosa, który jego tarczę ofiarował Herze.
Pitagoras twierdził, głosząc swoje poglądy na temat metempsychozy, że w jednym z poprzednich żyć był Euforbosem.